# Hyboderini
Los hiboderinos (Hyboderini) son una  tribu de coleópteros polífagos crisomeloideos de la familia Cerambycidae.

## Géneros
Tiene los siguientes géneros:
- Berndgerdia Holzschuh, 1982
- Callimus Mulsant, 1846
- Guerryus Pic, 1903
- Hybodera LeConte, 1873
- Kunbir Lameere, 1890
- Megobrium LeConte, 1873
- Microdebilissa Pic, 1925
- Pachymerola Bates, 1892
- Pseudopilema Linsley, 1940